# Daniel Embers
Daniel Embers (* 14. April 1981 in Duisburg) ist ein ehemaliger deutscher Fußballspieler, der in der Abwehr aktiv war.

## Karriere
In der Jugend war Daniel Embers bei drei verschiedenen Duisburger Vereinen, bevor er schließlich in die B-Jugend von Borussia Mönchengladbach wechselte. Dort spielte er sich hoch bis in die Profimannschaft, in der er gleich in seinem ersten Jahr, der Saison 2002/03, zu neun Einsätzen in der Bundesliga kam. In der Saison darauf war er allerdings nur noch für die 2. Mannschaft in der Oberliga gemeldet, weshalb er 2004 zum Regionalligisten TuS Koblenz wechselte. Nach nur einem halben Jahr ohne Einsätze ging er in der Winterpause zum Wuppertaler SV Borussia. Nach einer ordentlichen ersten Saison wurde er auch dort in der Saison 2005/06 nur einmal eingewechselt. Daraufhin wechselte er wieder eine Klasse tiefer zu Rot-Weiß Oberhausen, wo er endlich den Durchbruch schaffte. Im ersten Jahr gelang den Oberhausenern der Aufstieg in die Regionalliga Nord und 2007/08 sogar der Durchmarsch in die 2. Fußball-Bundesliga, wobei Embers 34 der 38 Saisonspiele bestritt. Nach drei Jahren mit RWO in der zweiten Liga, in denen der Abwehrspieler auf 65 Spiele kam, folgte 2011 der Abstieg. Daniel Embers erhielt keinen neuen Vertrag und wechselte daraufhin zum Oberligisten VfB Homberg, für den er bis 2013 aktiv war. In der Saison 2013/14 lief Embers nochmals für die U23 von Rot-Weiß Oberhausen auf, ehe er im Sommer 2014 Co-Trainer der U23 wurde.